# Passion (Buffy the Vampire Slayer)
Passion (Pasión en español) es el episodio diecisiete de la segunda temporada de la serie de televisión estadounidense Buffy, la cazavampiros.

## Sinopsis
Sabiendo que Angelus, con intenciones asesinas, se está acercando cada vez más a sus amigos y familia, Buffy busca febrilmente maneras para protegerlos. Aunque sigue siendo apartada, Jenny Calendar le da a Giles un libro de hechizos que contiene un ritual para eliminar algunas invitaciones que tiene Angel para entrar a sus casas, y luego continua secretamente en su "proyecto secreto" (una traducción al ordenador del antiguo Ritual de Restauración gitana, el hechizo que originalmente le devolvió a Angelus su alma). Lo consigue, pero Drusilla siente los esfuerzos que está haciendo Jenny y Angelus destroza todo su trabajo. Entonces mata a Jenny, y tormenta a Giles. Devastada también por la muerte de Jenny, Buffy para a Giles de suicidarse en un intento para vengarse Angel. Cuando Jenny al fin puede descansar en paz, Buffy comprende las consecuencias de dejar que Angelus siga con su reino de terror y por fin se encuentra preparada para matarlo.

## Doblaje

### México
- Buffy: Yanely Sandoval
- Rupert Giles: Carlos Becerril
- Xander: Rafael Quijano
- Willow: Azucena Martínez
- Cordelia: Clemencia Larumbe
- Angel: Miguel Reza

### Voces Adicionales
- Gaby Ugarte
- Luis Daniel Ramírez
- Isabel Martiñon
- Erica Edwards
- Cristina Hernández

- Datos: Q3206788